# Neopithecops boholicus
Neopithecops boholicus är en fjärilsart som beskrevs av John Nevill Eliot och Kawazoé 1983. Neopithecops boholicus ingår i släktet Neopithecops och familjen juvelvingar. Inga underarter finns listade i Catalogue of Life.